# الكونيسة
الكونيسة هي إحدى قرى محافظة الجيزة وتتبع حي العمرانية ومدخلها من شارع الهرم ولها مدخل من ناحية كورنيش المريوطية وآخر من ميدان المنيب. ويسكنها ما يقرب من 400 ألف نسمة بعضهم من الوافدين إليها والغالبية من أهل القرية المقيمين بها.
ويعمل أغلب شباب القرية بالتجارة والصناعة، وذلك بعد التغيير الذي طرأ على القرية بعد أن كان أغلب أهل القرية يعمل بالزراعة في الماضي القريب. تقريبا قبل 30 سنة كان الكل يعمل بالزراعة إلا القليل، أما الآن فخرج منها أكثر من ضابط شرطة وضباط جيش، وكثير جداً من أمناء الشرطة وكثير من الأطباء والمهندسين ومهندسين في نظم المعلومات وأعضاء مجلس شعب وأكثر من عشرة أعضاء مجالس محلية والعديد من مقرات الأحزاب، ويوجد بها كم كبير من المصانع وأشهر الشوارع بها شارع عثمان محرم، ويمتد من شارع الهرم حتى داخل الكونيسة وشارع عثمان أحمد عثمان يتفرع من عثمان محرم وحتى المريوطية.